# 57 aC

## Esdeveniments

### Imperi Part
- Mitridates III es corona rei.

### República Romana
- Publi Corneli Lèntul Espinter i Quint Cecili Metel Nepot són cònsols.
- Foners balears participen en la conquesta de la Gàl·lia a les ordres de Juli Cèsar.[1]

## Necrològiques
- Fraates III rei de l'Imperi Part.
- Cleòpatra VI